# Pál Orosz
Dans le nom hongrois Orosz Pál, le nom de famille précède le prénom, mais cet article utilise l’ordre habituel en français Pál Orosz, où le prénom précède le nom.
Pál Orosz (né le 25 janvier 1934 à Szentes et mort le 12 mai 2014) est un footballeur hongrois. Il participe avec l'équipe de Hongrie au tournoi de football lors des Jeux olympiques d'été de 1960 et remporte la médaille de bronze. Il meurt le 12 mai 2014 à l'âge de 80 ans.

## Palmarès

### Jeux olympiques
- Jeux olympiques de 1960 à Rome,  Italie
  -  Médaille de bronze.